# Aeroportul Portage la Prairie Southport
Aeroportul Portage la Prairie Southport (IATA: YPG, ICAO: CYPG) este un aeroport din Portage la Prairie⁠(d), Manitoba, Canada.
Situat la o altitudine de 269 m, aeroportul dispune de o singură pistă.